# Dobre, Vilșanka
Dobre (în ucraineană Добре) este o comună în raionul Vilșanka, regiunea Kirovohrad, Ucraina, formată numai din satul de reședință.

## Demografie
Componența lingvistică a comunei Dobre
     Ucraineană (95,18%)
     Bulgară (2,71%)
     Rusă (1,41%)
     Alte limbi (0,71%)
Conform recensământului din 2001, majoritatea populației comunei Dobre era vorbitoare de ucraineană (95,18%), existând în minoritate și vorbitori de bulgară (2,71%) și rusă (1,41%).